# Sirikan Charoensiri
Sirikan Charoensiri, (thaï : ศิริกาญจน์ เจริญศิริ) également appelée June Charoensiri, née en 1986 dans la province de Yasothon en Thaïlande, est une avocate thaïlandaise spécialisée dans les droits de l'homme.
Elle étudie le droit à l'université de Thammasat (2009) puis à l'université de l'Essex (2013).
En 2014, Sirikan Charoensiri est, avec l'avocate Yaowalak Anuphan ,cofondatrice du Centre des Avocats pour les droits de l'homme en Thaïlande ; et elle est couronnée du prix des Droits de l'homme décerné par l'ambassade de France.
En 2015, elle travaille avec l'organisation Thai Lawyers for Human Rights (TLHR / Avocats thaïlandais pour les droits de l’homme) et est l'une des représentantes juridiques des quatorze étudiants activistes du Mouvement pour une nouvelle démocratie (NDM). Elle a fait l'objet de harcèlement et de menaces de la part des autorités thaïlandaises, ainsi que d'accusations criminelles liées à son travail d'avocate spécialisée dans les droits humains. Elle est la première avocate thaïlandaise à avoir été accusée de sédition par la junte militaire de son pays,.
En 2018, elle reçoit du département d'État des États-Unis, le Prix international de la femme de courage,.
Le 29 avril 2021, Sirikan Charoensiri témoigne du très mauvais état de santé du militant pro-démocratie Penguin Parit Chiwarak en grève de la faim depuis 45 jours (tout comme sa coaccusée, "Rung" Panusaya Sitijirawattanakul également en grève de la faim depuis le 2 avril) et explique qu'“Il ne peut plus monter des marches sans aide” ; le 11 mai 2021, une cour de justice de Bangkok accepte finalement la libération sous caution de Parit Chiwarak.

## Sources de la traduction
- (en) Cet article est partiellement ou en totalité issu de l’article de Wikipédia en anglais intitulé « Sirikan Charoensiri » (voir la liste des auteurs).